# Santa Cruz la Reforma
Santa Cruz la Reforma es una localidad del estado mexicano de Chiapas. Es parte del municipio de Sitalá.

## Demografía
| Gráfica de evolución demográfica |
|                                  |

| Censo | Población |
| ----- | --------- |
| 1910  | 9         |
| 1921  | 55        |
| 1930  | 94        |
| 1940  | 41        |
| 1950  | 123       |
| 1960  | 199       |
| 1970  | 259       |
| 1980  | 350       |
| 1990  | 513       |
| 2000  | 671       |
| 2010  | 921       |
| 2020  | 1 175     |